# Generalstaatsanwaltschaft Dresden

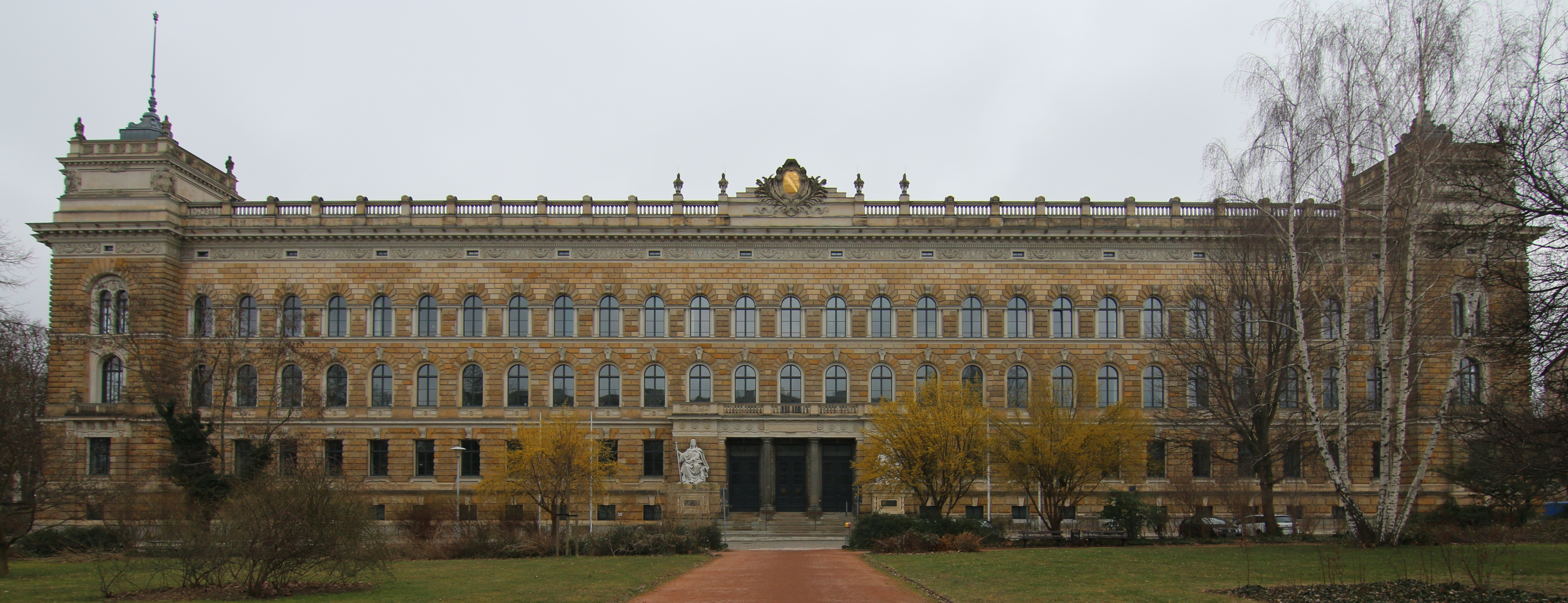
Generalstaatsanwaltschaft Dresden (2016)

Die Generalstaatsanwaltschaft Dresden ist eine von 24 Generalstaatsanwaltschaften in der Bundesrepublik Deutschland und die einzige des Landes Sachsen. Ihr Leiter ist seit Februar 2022 Martin Uebele.

## Aufgaben
Die Generalstaatsanwaltschaft Dresden ist Staatsanwaltschaft bei dem Oberlandesgericht Dresden und damit für alle Rechtsmittelsachen und andere Überprüfungen zuständig, für die dieses Gericht in Strafsachen zuständig ist. Der Generalstaatsanwalt übt die Fach- und Dienstaufsicht über die fünf sächsischen Staatsanwaltschaften in Chemnitz, Dresden, Görlitz, Leipzig und Zwickau aus. Als Leiter einer Mittelbehörde untersteht der Generalstaatsanwalt seinerseits der Dienstaufsicht des Sächsischen Staatsministeriums der Justiz und für Demokratie, Europa und Gleichstellung. 

## Generalstaatsanwälte seit der Wiedervereinigung
- Günter Hertweck (11/1990–06/1992)[1]
- Jörg Schwalm (07/1992–09/2007)
- Klaus Fleischmann (10/2007–02/2017)
- Hans Strobl (11/2017–01/2022)
- Martin Uebele (seit 02/2022)

## Dienstsitz

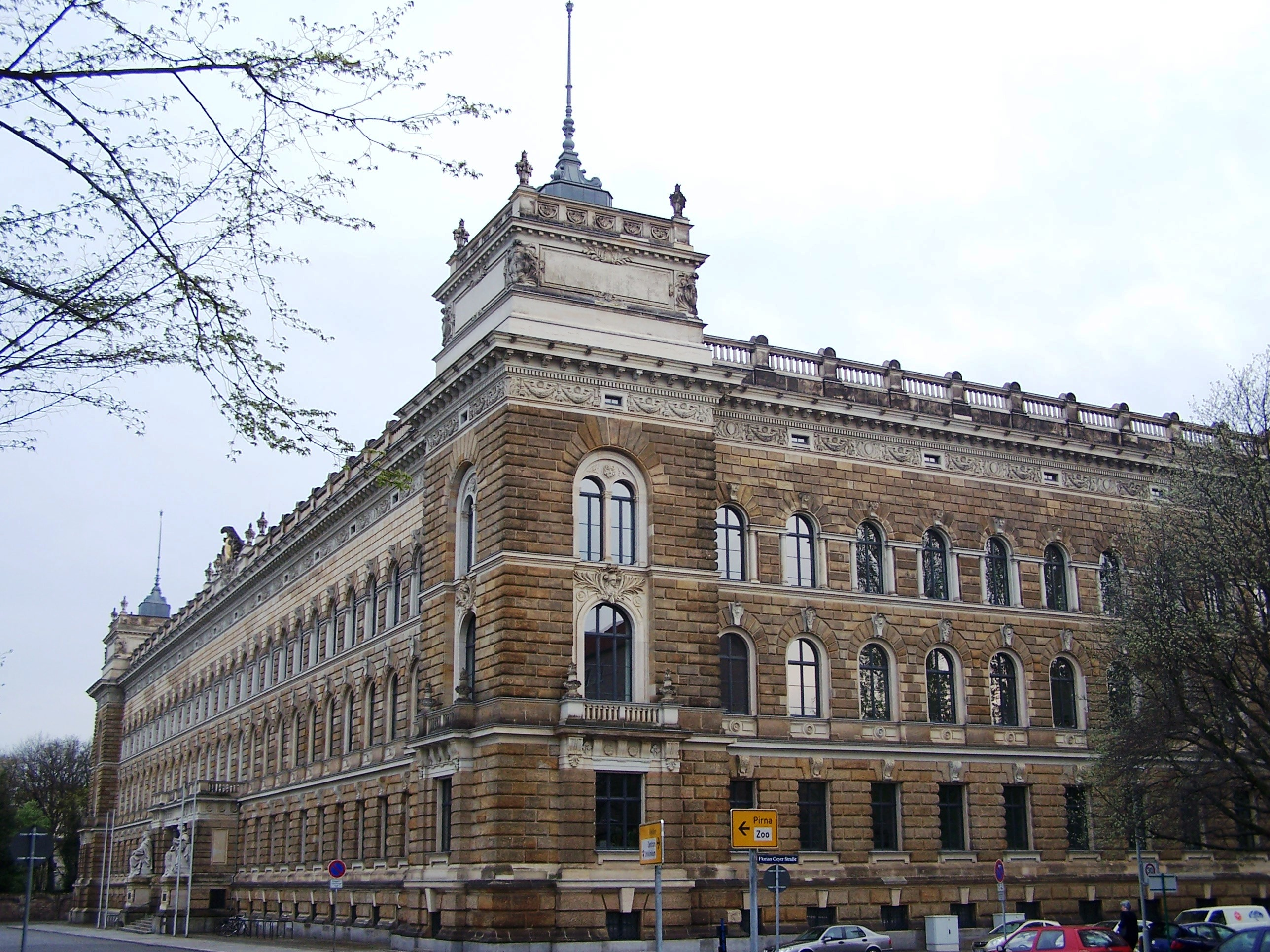
Blick von Norden aus Richtung Sachsenplatz auf das Gebäude, in dem auch die Generalstaatsanwaltschaft Dresden untergebracht ist

Dienstsitz der Generalstaatsanwaltschaft Dresden ist das Justizzentrum Dresden in der Lothringer Straße 1, 01069 Dresden, in dem auch das Amtsgericht Dresden, das Landgericht Dresden und die Staatsanwaltschaft Dresden untergebracht sind.